# Marița (film)
Marița este un film românesc dramatic din 2017 care a fost regizat de Cristi Iftime (debut regizoral). Rolurile principale au fost interpretate de  Alexandru Potocean, Adrian Titieni și Lucian Iftime.
A avut premiera mondială la 4 iulie 2017 la Festivalul Internațional de Film de la Karlovy Vary și la 1 decembrie 2017 în cinematografele din România.

## Prezentare
Costi, sătul de problemele conjugale, se întoarce la tatăl său pentru a-i asculta poveștile. Marița este o bătrână Dacie a lui Sandu.

## Distribuție
- Adrian Titieni – Sandu, tată lui Costi
- Alexandru Potocean – Costi, fiul lui Sandu
- Bogdan Dumitrache
- Ana Ciontea
- Victoria Cociaș
- Lucian Iftime
- Andrei Huțuleac
- Lorena-Andrada Zăbrăuțanu
- Nicoleta Hâncu
- Dan Chiorean
- Ana Popescu
- Timon Nanau

## Lansare și primire
A fost inclus în secțiunea competițională „East of the West” la Festivalul Internațional de Film de la Karlovy Vary din 2017 (alături de Ouăle lui Tarzan de Alexandru Solomon și Breaking News de Iulia Rugină).
A intrat în competiția oficială a Bosphorus Film Festival de la Istanbul din 17 – 26 noiembrie 2017.
Filmul a primit premiul juriului FEDEORA pentru cel mai bun film din competiția ”East of the West” a Festivalului Internațional de la Karlovy Vary și trofeul Anonimul.